# Камен Інград
Футбольний клуб «Камен Інград», також відомий як Папук Велика (хорв. Nogometni Klubb Kamen Ingrad) — колишній хорватський футбольний клуб з Великої, що існував у 1929—2008 роках.

## Досягнення
- Друга ліга
  - Переможець  (1): 2000–01
- Третя ліга
  - Переможець  (1): 1999–2000.